# Cadaveria
Cadaveria, parfois stylisé CADAVERIA, est un groupe de heavy metal et dark metal italien, originaire de Turin.

## Biographie
Cadaveria fondé en 2001 par la chanteuse Cadaveria. Le style musical du groupe est dans la ligne directe du précédent groupe de la chanteuse, Opera IX. La chanteuse Cadaveria est née le 31 mai 1972 à Turin, en Italie. Elle se joint à Opera IX en 1992, en tant qur claviériste jusqu'en 2001, puis quitte le groupe avec Alberto Gaggiotti (a.k.a. Marcelo Santos/Flegias),également membre du groupe de metal extrême Necrodeath, pour se consacrer à une carrière solo.
Le premier album de Cadaveria, The Shadows' Madame, sort en 2002, au label Scarlet Records. Il est suivi par Far Away from Conformity, aussi au label Scarlet Records. En 2007, elle signe avec Season of Mist et publie son troisième album, In Your Blood. Son quatrième album, Horror Metal, est publié à la fin de 2010 et réédité en janvier 2012 chez Bakerteam Records. En 2011, Cadaveria fournit les morceaux vocaux de la chanson Le grand guignol du groupe Theatres des Vampires, extraite de leur album Moonlight Waltz. Marcelo Santos travaille aussi avec Theatres des Vampires en 2005 sur la chanson Forever in Death.
Le 7 juin 2014, Cadaveria annonce son cinquième album, Silence ; il est publié le 18 novembre 2014 au label Scarlet Records. Le premier single de l'album, Carnival of Doom, est publié le 23 octobre 2014 sur iTunes. Un clip de la chanson Strangled Idols est publiée sur YouTube le 30 juin 2015.

## Membres

### Membres actuels
- Cadaveria — chant (depuis 2001)
- Flegias/Marcelo Santos (Alberto Gaggiotti) — batterie (depuis 2001)
- Dick Laurent (Cristian Scarponi) — guitare (depuis 2009)
- Peter Dayton (Gianluca Fontana) — basse (depuis 2015)

### Anciens membres
- Baron Harkonnen (LJ Dusk) — clavier (2001-2003)
- Killer Bob (Davide Queirolo) — basse (2001–2015)
- Frank Booth (Stefano Tappari) — guitare (2001–2016)

## Discographie
- 2002 : The Shadows Madame
- 2004 : Far Away from Conformity
- 2007 : In Your Blood
- 2012 : Horror Metal
- 2014 : Silence